# Arkadio (Insel)
Arkadio (griechisch Αρκάδιο [arˈkaðjɔ] (n. sg.)) ist eine unbewohnte kleine Insel im Norden der Bucht von Milos gegenüber Kap Kerdari.
Wie Milos liegt die Insel auf dem Kykladenbogen. Ihr Fundament – überwiegend auf dem südwestlichen Teil – wurde stark von Meereswellen erodiert, während 1925 ein Erdbeben sehr tiefe Risse verursachte. Ihre Flora besteht vor allem aus niederem Gestrüpp.
Sie wird auch als Arkadia, Akradia oder – im Unterschied zu dem westlich gelegenen Mikri Arkadia („Klein-Arkadia“) – als Megali Arkadia („Groß-Arkadia“) bezeichnet. Beide Schären sind unter der Bezeichnung Akradies (Plural für Akradia) bekannt.
Arkadio ist wegen einiger Reste von Bauten der Spätantike archäologisch bedeutend.
Um den natürlichen Lebensraum und das kulturelle Erbe zu schützen, wurde die kleine Insel offiziell zum Gebiet von natürlicher Schönheit erklärt.